# Bill Hayes
William Foster (Bill) Hayes III (Harvey, 5 juni 1925 – Los Angeles, 12 januari 2024) was een Amerikaanse zanger en acteur.

## Biografie
Hayes begon zijn carrière in de jaren 50 en 60 met enkele rollen in films en als gastacteur in series.
In 1970 kreeg hij zijn bekendste rol, die van Doug Williams in de soapserie Days of Our Lives. Zijn rol in deze serie was niet onbesproken: zijn personage kreeg een relatie met Julie Olson en later met haar moeder, met wie hij een dochter kreeg. Na de dood van zijn vrouw keerde hij terug naar Julie in een aan-uit relatie, zoals het een soapserie betaamt. Doug en Julie waren het eerste superkoppel in de Amerikaanse soapwereld. Ook in werkelijkheid werd Hayes verliefd op Susan Seaforth die de rol van Julie vertolkte en in 1974 huwden ze. 
Bill Hayes was ook zanger en heeft daarmee in de jaren 50 en 60 enige successen gehad.
Van 1947 tot 1969 was hij gehuwd met Mary Hobbs; ze kregen vijf kinderen. Hayes overleed in januari 2024 op 98-jarige leeftijd.